# مچ‌اندازی

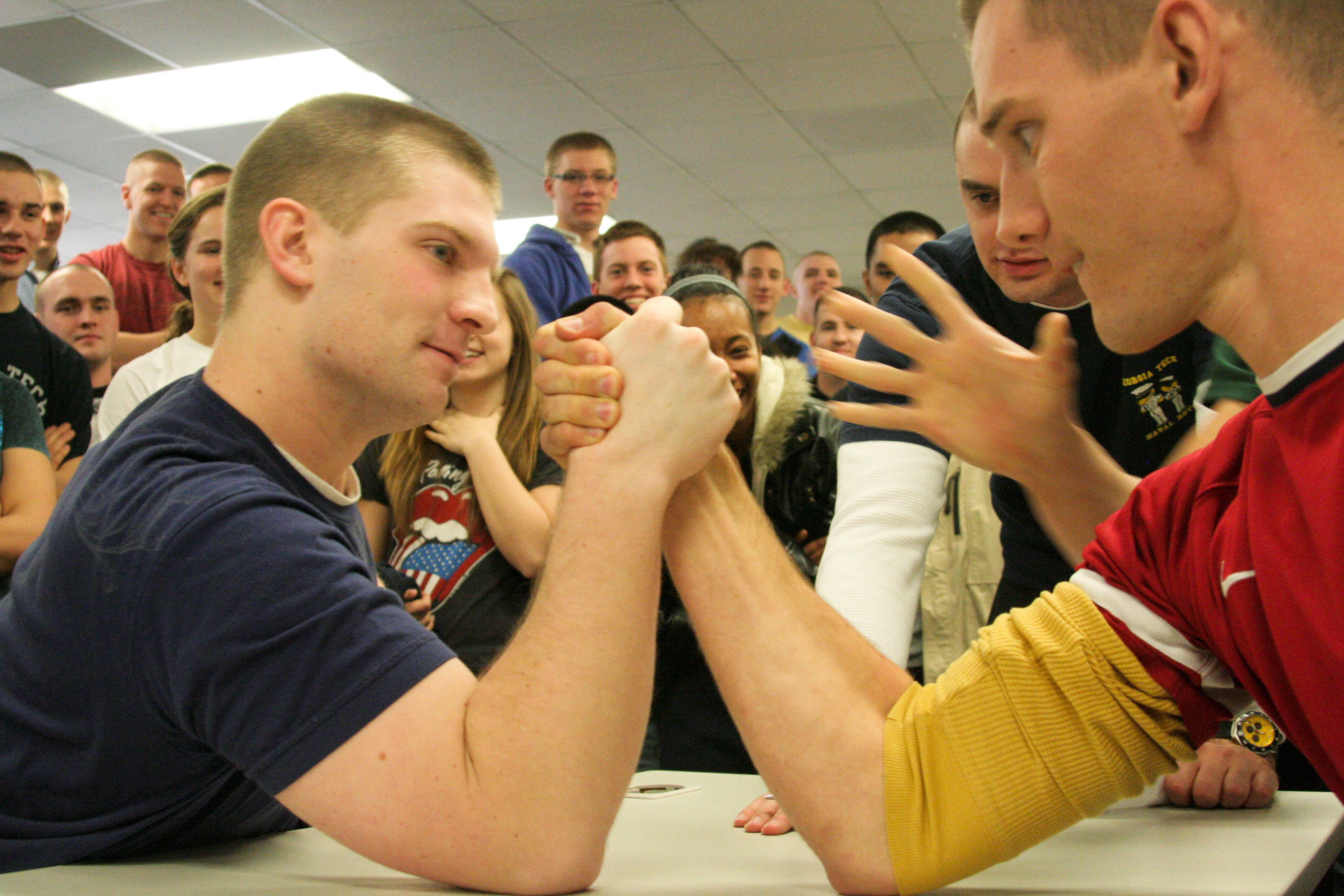
مسابقه مچ‌اندازی

مچ اندازی (به انگلیسی: Arm wrestling) ورزشی با دو شرکت‌کننده و دو داور برگزار می‌ گردد. هر شرکت‌کننده دست خود را بر روی سطحی  بنام (پد زیر آرنجی) قرار داده و آن را از آرنج خم کرده به صورتی که فقط آرنج بر روی سطح باشد، و سپس کف دست را به دست حریف قلاب می‌کند. هدف، خواباندن دست حریف بر روی سطح است به ترتیبی که دست برنده بر روی دست بازنده سوار باشد. در مچ اندازی از تکنیک هایی چون هوک ، تاپ رول و پرس کینگ مو و فلپ پرس استفاده می شود .
این مسابقه به نام زور مچ هم نامیده می‌شود.
از قهرمانان این رشته می توان به جان برزنک و دوون لارات و دنیس سیپلنکوف و لوان ساگیناشویلی اشاره کرد .

## عضلات درگیر
در این ورزش چهار عضله درگیر هستند:
۱- بایسپس براکئی (دوسر بازو) ۲- پکتورالیس ماژور (سینه‌ای بزرگ)
۳- پروناتور تِرِس ۴- فلکسور کارپی اولناریس.
برای تقویت قدرت مچ اندازی و موفقیت در این رقابت می‌توان اقدام به انجام ورزش‌های تقویت‌کننده این عضلات نمود.